# Sbaï
 (signalé en mai 2025).
Si vous disposez d'ouvrages ou d'articles de référence ou si vous connaissez des sites web de qualité traitant du thème abordé ici, merci de compléter l'article en donnant les références utiles à sa vérifiabilité et en les liant à la section « Notes et références ».
- Archive Wikiwix
- Bing
- Cairn
- DuckDuckGo
- E. Universalis
- Gallica
- Google
- G. Books
- G. News
- G. Scholar
- Persée
- Qwant
- (zh) Baidu
- (ru) Yandex
- (wd) trouver des œuvres sur Wikidata

Cette page présente le nom de famille Sbaï ainsi que ses variantes.
Sbaï (en arabe : السباعي), aussi orthographié Sbai, ou Sbay, est un patronyme marocain lié à la tribu maure idrisside des Oulad Bou Sbaa. Il est présent également en Mauritanie, dans le territoire du Sahara occidental, ainsi que dans plusieurs pays où les Oulad Bou Sbaa se sont étendus, comme l'Algérie, la Tunisie, l'Egypte, le Levant et l'Arabie saoudite.
Les personnes notables portant le nom de famille comprennent :
- Abderrahmane Sbai (1940-2010), homme politique et fonctionnaire marocain ;
- Hassanine Sbaï (née en 1984), marcheuse tunisienne ;
- Ismaïl Sbaï (né en 1980), pilote automobile marocain ;
- Salaheddine Sbaï (né en 1985), footballeur marocain ;
- Souad Sbai (née en 1961), homme politique et écrivain italien d'origine marocaine ;
- Youssef Sbai (né en 1978), haltérophile tunisien.